# Plusidia
Plusidia is een geslacht van vlinders van de familie uilen (Noctuidae), uit de onderfamilie Plusiinae.

## Soorten
- P. cheiranthi (Tauscher, 1809)
- P. separanda Warren, 1913